# Massa magra

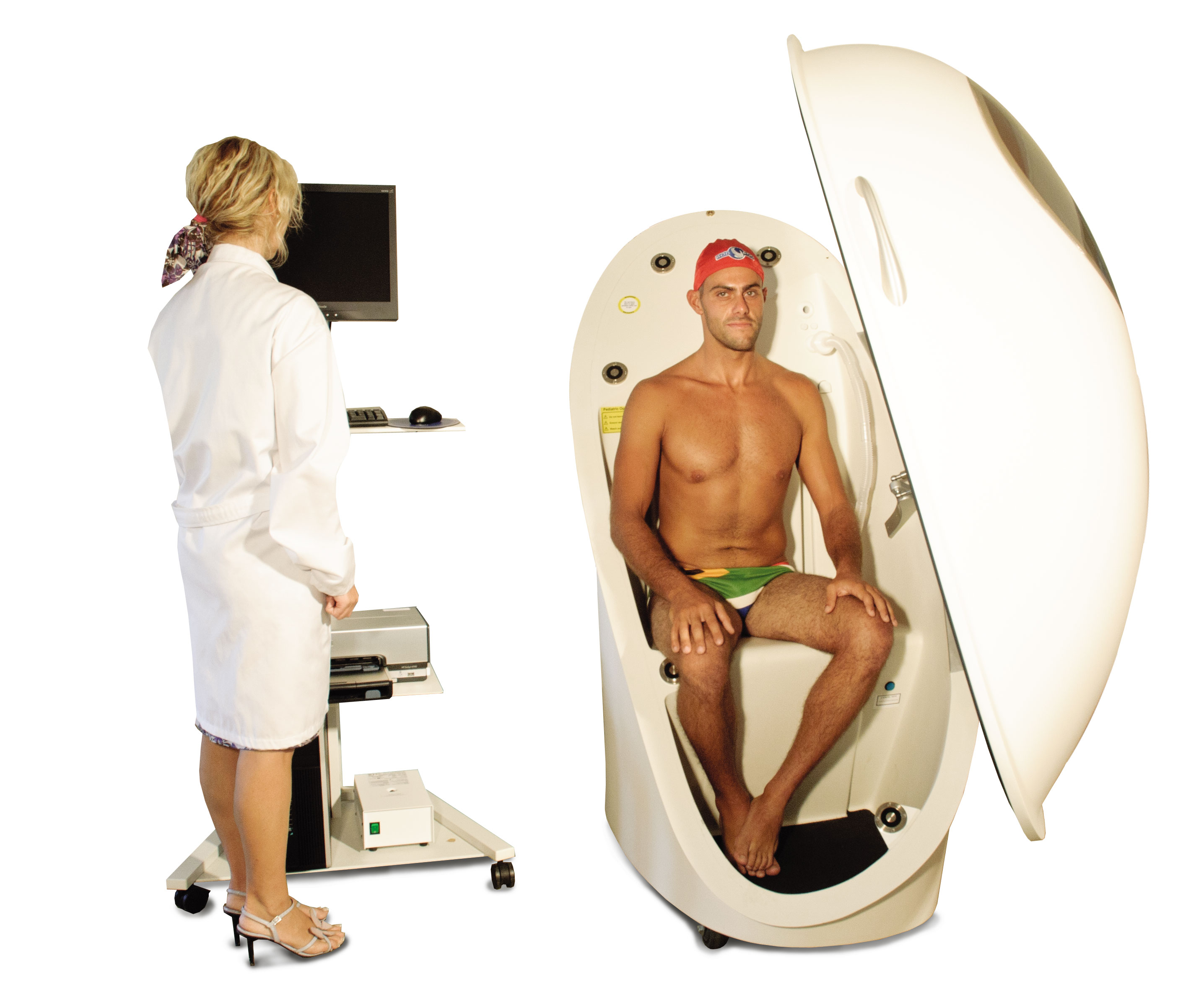
Misura della massa grassa e magra in un adulto col metodo della pletismografia ad aria (ADP)

Per massa magra (o LBM, dall'inglese Lean body mass o FFM (Fat Free Mass) ) si intende la parte di peso di un individuo non ascrivibile alla massa grassa (acqua, proteine, minerali, glucidi); in genere è espressa in percentuale in riferimento al peso corporeo totale di un individuo. Per fare un esempio: se si ha una massa grassa del 20% (cioè il 20% del peso del corpo è determinato dai depositi adiposi), la massa magra sarà il rimanente 80% (determinato da tutto il resto oltre i depositi adiposi: muscoli scheletrici, ossa e quant'altro).

## Composizione
La maggior parte della massa magra è costituita da acqua, che, in dipendenza da sesso ed età, è tra il 40 ed il 70% del peso corporeo.
Le componenti della massa magra sono:
- massa proteica
- glicogeno
- acqua
- minerali.

In termini di tessuti la massa magra è costituita principalmente da tessuto muscolare scheletrico, motivo per cui gli atleti in generale vogliono aumentare la massa magra a discapito della massa grassa.

## Misurazione
La misurazione della massa magra può essere effettuata con varie tecniche; nella routine si preferisce usare tecniche di misurazione "indirette", cioè si calcolano dei parametri antropometrici (come BMI, plicometria, eccetera) e poi attraverso delle equazioni si estrapola una stima di quella che è la massa grassa; conoscendo la massa grassa si può ricavare la massa magra calcolando 100 - massa grassa espressa in %.
Una delle tecniche più utilizzate, accurate e poco costose è la bio-impedenziometria (le economiche bilance impedenziometriche, reperibili ormai anche nei supermercati, forniscono dati molto approssimati) che permette di fare una stima molto accurata non solo di massa magra e massa grassa, ma anche delle componenti della massa magra. 